# Modal
El modal, rayón HWM (por las iniciales de High Wet Modulus) o «fibra polinósica» es una fibra artificial de celulosa regenerada; es decir, un tipo de rayón. Normalmente se fabrica por el proceso de la viscosa; posee alta tenacidad y alto módulo de elasticidad en mojado.
Las fibras de modal se pueden utilizar mezcladas con otros materiales y fibras textiles para formar parte de tejidos y no tejidos.

## Producción
Las etapas de la fabricación del modal son similares a las del rayón normal, también llamado viscosa. Sin embargo, los principios que se siguen son los siguientes:
- La maduración de la celulosa alcalina se suprime, y la investigación demostró que durante esta operación, el grado de polimerización de la celulosa media, baja de 800 a 350;
- La preparación del xantato de celulosa se lleva a cabo en presencia de una mayor cantidad de disulfuro de carbono;
- El xantato de celulosa se disuelve en agua para obtener en la solución, con un contenido de 6% de celulosa;
- La materia filable no es sometida a maduración;
- El baño de coagulación no contiene más de 1% de ácido sulfúrico (en lugar de 14%) y hace que la coagulación se efectúe más lentamente, a una temperatura moderada (25 °C en lugar de 50 °C);
- La estructura de la fibra es mayor y llega a 200% de deformación.

## Características
- Su tacto suave ofrece una sensación de "piel sobre piel".
- Absorbe la humedad un 50% más que el algodón y más rápidamente.
- Produce un efecto brillante, por ser una fibra lisa.
- Absorbe rápida, profunda y permanentemente los tintes.